# Messerschmitt Me 264
Messerschmitt Me 264 — прототип німецького стратегічного бомбардувальника та далекого морського розвідника завершального етапу Другої світової війни розробки Вільгельма Мессершмітта. Стартуючи з Франції, Me 264 повинен був бомбардувати Нью-Йорк та інши міста східного узбережжя США і повертатися назад.

## Історія

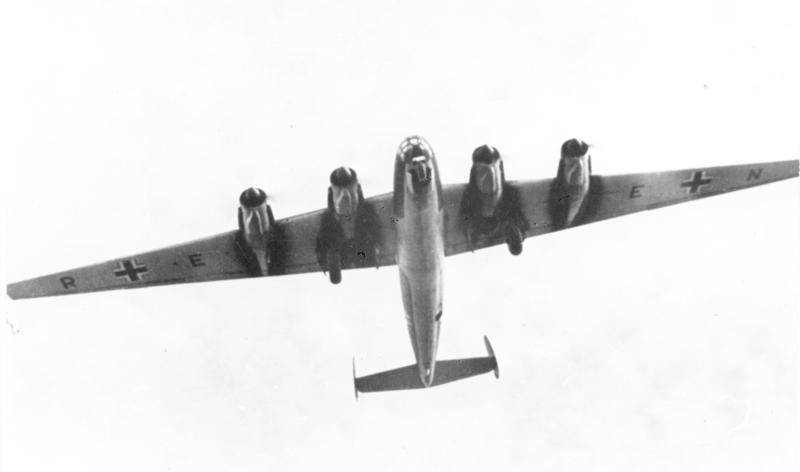
Messerschmitt Me 264 розвідник. 1942

Компанія Messerschmitt 1937 почала проєктувати літак для супердальнього перельоту Берлін-Токіо для перевезення Олімпійського вогню. На його базі був збудований літак-розвідник Me 261. Одночасно з досвідом його будівництва розпочались роботи над 4-моторним бомбардувальником, який повинен був до 20.000 км перевозити 5.000 кг бомб. Через розробку Bf 109, Bf 110 роботи над ним призупиняли. Влітку і восени 1940 міністерство авіації озвучило необхідність будівництва бомбардувальників з дальністю 12.000 км для перельоту з Франції до США і назад. тому 20 грудня 1940 Віллі Мессершмітт залучив до роботи над бомбардувальником Вольфганга Дегеля, Пауля Конрада, Вальдемара Фойгта.
На початку 1941 у Messerschmitt замовили 6 прототипів Проєкту 1061 — Me 264. При вдалих випробуваннях мали замовити ще 24 літаки. 22 січня 1941 Люфтваффе зажадало літаки дальної авіації для підводної війни. Серед Focke-Wulf Fw 200, Heinkel He 177, Blohm & Voss BV 222 Wiking, Messerschmitt Me 261/264 обрали останній. У Messerschmitt запропонували можливість дозаправки у повітрі бомбардувальника з дальністю польоту 18100 км при навантаженні 5000 кг бомб чи 26400 км без бомб. Такому 6-моторному літаку пропонували надати позначення Me 364. Опирались на успішний досвід дозаправки Fw 58 і Ju 90, що було відхилено.
На початку 1942 через зміну політичної ситуації скоротили до 3 число дослідних Me 264, перший з яких Me 264 V1 23 грудня 1942 виконав перший політ. Він не мав оборонного озброєння, повинен був донести до Нью-Йорку 18000 кг бомб на недосяжній для винищувачів висоті. Для пришвидшення роботи на нього встановили 4 гондоли від Junkers Ju 88А з моторами Jumo 211J-1. Через вступ США у війну були офіційно сформовані вимоги до «Америк-Бомбера» — наявність оборонного озброєння, збільшення бомбового навантаження, що можна було здійснити на Me 264В (Ме 364). Його конкурентами виступили Junkers Ju 390, модернізацією Fw 300A — Ta 400 (готовність 1947). Два Me 264 належало переробити у дальні морські розвідники.
У березні 1943 було озвучено вимоги Технічного комітету до Me 264 V2, на який мали встановити 14-циліндрові мотори BMW 801D з системою форсування GM 1, прикрити корпус 1000 кг панцирного захисту, встановити кулемети. Через високий ступінь готовності його вирішили завершити без змін, які провести на Me 264 V3 — прототипу серії Ме 264А. Наприкінці 1943 перед льотними випробуваннями Me 264 V2 був знищений внаслідок бомбардування.
Me 264 V3 отримав передню башту з 13-мм кулеметом MG 131 (ще один в носі, два з боків) і задню з 20-мм гарматою MG 151 (друга знизу). У бомболюку розміщувалось 3000 кг бомб, за ним 3 камери Rb 50/30. Для старту з перевантаженням використовували 6 ракетних прискорювачів, додаткові колеса на бічних стійках, що скидались.
18 липня 1944 при бомбардуванні був знищений прототип Me 264, компоненти прототипів V4, V5 і 80 % виробничих потужностей. 23 вересня 1944 всі роботи по Me 264 згорнули.

### Модифікації
На базі Messerschmitt Me 264 пропонувалось провести зміни моторів. 4×Jumo 213 або 4×BMW 801 доповнити двома турбореактивними Jumo 004; 4×BMW 801TG і турбореактивні 2×BMW 018; турбореактивні 2×BMW 028.
Єдиний збережений Me 264 переробили для випробовування парової турбіни в 6000 к.с. при 6000 об/*хв. з повітряним гвинтом діаметром 5,3 м. Як паливо випробовували суміш 65 % вугільного пилу і 35 % бензину.

## Технічні параметри Messerschmitt Me 264
| Параметр                      | Значення       |
| ----------------------------- | -------------- |
| Екіпаж                        | 8              |
| Довжина                       | 20,90 м        |
| Розмах крил                   | 43,00 м        |
| Висота                        | 4,3 м          |
| Мотори                        | 4 × BMW 801 D  |
| Потужність                    | 4 × 1.700 к.с. |
| Максимальна швидкість         | 545 км/год     |
| Максимальна дальність польоту | 15.000 км      |
| Робоча висота польоту         | 8000 м         |